# Marjatta Okko
Liisa Marjatta Okko, född 20 december 1925 i Helsingfors, död där 15 juni 1998, var en finländsk geolog och informationsexpert.
Okko blev filosofie doktor 1964. Hon var 1953–1959 bibliotekarie vid Geologiska forskningsanstalten och senare bland annat byråchef. Hon var 1977–1988 den första innehavaren av professuren i biblioteksvetenskap och informatik vid Tammerfors universitet.
Okko publicerade bland annat en avhandling om Salpausselkä: On the Development of First Salpausselkä, West of Lahti (1962). 